# Salvatore Battaglia
Salvatore Battaglia (Catània, 4 de juny de 1904 - Nàpols, 14 d'agost de 1971) fou un romanista i lexicògraf italià.

## Vida
Battaglia va començar el 1922 els seus estudis a la Universitat de Catània i després a la Universitat de Florència a partir de 1924, on seguí el seu mestre Mario Casella. Es va llicenciar el 1926 i treballà de redactor, de 1930 a 1938, a l'Enciclopedia Italiana on fou autor de molts articles de filologia romànica.
A partir de 1938 fou professor a la Universitat de Nàpols, succeint Ezio Levi D'Ancona que n'havia estat apartat per les lleis racials del feixisme, i hi restà fins a la mort, primer en una càtedra de filologia romànica i, des de 1961, de literatura italiana. Entre els seus alumnes hi ha Alberto Varvaro, que el succeí en la càtedra de filologia romànica, i Francesco Bruni. Va fundar el 1954 la revista Filologia Romanza (des de 1961 titulada Filologia e Letteratura). Va editar diversos textos medievals (la Teseida i el Filocolo de Boccaccio; també edicions i traduccions de Maria de França, Jaufré Rudel, Bernart de Ventadorn), i publicà nombrosos articles sobre literatura francesa, occitana, italiana i espanyola medieval (diversos articles es recullen en el llibre La coscienza letteraria del Medioevo, 1965).
En homenatge, el departament de Filologia moderna de la Universitat de Nàpols porta el seu nom.

### ElGrande dizionario della lingua italiana
El nom de Battaglia és molt conegut en relació al Grande dizionario della lingua italiana, que col·loquialment s'anomena "el Battaglia", publicat per l'editorial torinesa UTET. Battaglia hi va dedicar els darrers vint anys de la seva vida. Després d'una llarga preparació, es començà a publicar el 1961. Després de la mort de Battaglia, quan s'havia publicat el setè volum, fou continuat per Giorgio Barberi Squarotti (fins al volum 21, 2002). Se n'han publicat encara dos volums suplementaris. El diccionari vol cobrir tota la història de la llengua italiana i cada article va fornit amb una exensa documentació del mot (s'han buidat més de 14 mil obres de sis mil autors).